# Вилхелм Томашек
Вилхелм или Вилем Томашек (на чешки: Vilém Tomášek) е чешко-австрийски географ и езиковед, известен с работата си в областта на историческата топография и етнография.
Неговото изследване „Die alten Thraker“, публикувано в три тома между 1893 и 1894 г., е сред най-ранните трудове за древните траки.

## Биография
Роден е на 26 май 1841 година в Оломоуц, Моравия. Получава образованието си във Виенския университет (1860 – 1864), след което работи като гимназиален учител в Санкт Пьолтен и Виена. След издаването на първия том Centralasiatische Studien („Централноазиатски изследвания“), Томашек е назначен за доцент по география в Университета в Грац през 1877 г. През 1881 става професор, а през 1885 заема пост по историческа география във Виенския университет.
През 1883 г. става член-кореспондент на Руската академия на науките в Санкт Петербург, а от 1899 е постоянен член на Виенската академия на науките.
Умира на 6 септември 1901 година във Виена на 60-годишна възраст.

## Научна дейност
Томашек публикува фундаменталния си труд „Старите траки. Едно етнологическо проучване“. Той анализира документираните следи (отделни думи, лични, местни и божески имена) от езика на траките, определя го като индоевропейски и с помощта на писмени и на някои известни археологически паметници от края на ХІХ век формулира първата хипотеза за произхода на този народ и за характера на неговата вяра.
Томашек лансира идеята, че тракийският етнос се е формирал в зоната на Карпатите към началото на бронзовата епоха, като по-късно е мигрирал на юг от река Дунав. Застъпва гледището, че траките принадлежат към индоевропейската езикова общност и представляват отделна народност, различна от елините и илирите.

## Памет
- През 1933 г. улица „Томашекщрасе“, във виенския квартал Флоридсдорф, е наречена в негова чест.[4]

## Публикации
- Centralasiatische Studien. I. Sogdiana, 1877 – Централно-азиатски изследвания. Том I. Согдиана.
- Centralasiatische Studien. II. Die Pamir-Dialekte, 1880. – Централно-Азиатски изследвания. Том II. Памирските диалекти.
- Zur historischen Topographie von Persien. I. Die Straßenzüge der tabula Peutingeriana, 1883 – Историческа топография на Персия. Том I. По улиците на Пойтингеровата карта.
- Zur historischen Topographie von Persien. II. Die Wege durch die Persische Wüste, 1885 – Историческа топография на Персия. Том II. Пътищата през персийската пустиня.
- Zur historischen Topographie von Kleinasien im Mittelalter, 1891 – Историческа топография на Мала Азия през Средните векове.
- Die alten Thraker. Eine ethnologische Untersuchung, 1893 – 1894 – Древните Траки. Етноложко проучване (три тома).[5]
  - I. Uebersicht der Stämme. Band 128 (1893), 4. Abhandlung, S. 1 – 130 Internet Archive
  - II. Die Sprachreste. 1. Hälfte. Glossen aller Art und Götternamen. Band 130 (1894), 2. Abhandlung, S. 1 – 70 Internet Archive
  - II. Die Sprachreste. 2. Hälfte. Personen und Ortsnamen. Band 131 (1894), 1. Abhandlung, S. 1 – 103 Internet Archive